# 古遠部鉱
古遠部鉱（ふるとおべこう、 Furutobeite）は、1981年に発表された日本産新鉱物で、東北大学の鉱床学者苣木浅彦などにより、秋田県鹿角郡小坂町の古遠部鉱山で発見された。 化学組成は(Cu,Ag) 6PbS4で、単斜晶系。産出地の鉱山名にちなんで命名された。
熱に弱く、100度で方鉛鉱、そして輝銀銅鉱と輝銅鉱に分解してしまう（このため、海底火山から噴出した熱水が海水で冷やされて生成した黒鉱に含まれる）。さらに結晶構造及び元素の位置関係も解かれていないなど、不明な点が多い。
なお、苣木は古遠部鉱の発見・記載により、櫻井記念会 (現・日本鉱物科学会) から櫻井賞を受賞した。